# Carlos Bardem
Carlos Encinas Bardem (Madrid; 7 de març de 1963) és un actor, guionista i escriptor espanyol.

## Biografia
És fill de l'actriu Pilar Bardem i germà de l'actor Javier Bardem.
Es va llicenciar en Història per la Universitat Autònoma de Madrid.
Ha treballat en diferents feines fins que l'any 1999 va escriure la seva primera novel·la Morts Exemplarsl'any
Des de llavors va participar en diverses pel·lícules de renom del cinema nacional com: Princeses (2005), Alatriste (2006) o Che: Guerrilla l'any 2008.
L'any 2009 va obtenir diverses nominacions per la seva interpretació a la pel·lícula Celda 211 en el paper d'"Apatxe", entre elles el Goya.
En el mateix any, edita la seva novel·la Alacrà enamorat on porta fins als nostres dies la història de Romeo i Julieta, amb personatges racials, gairebé marginals, ben narrats. L'any 2013 s'entrenaria la pel·lícula basada en aquesta novel·la i de títol homònim.
A través del seu twitter ha protagonitzat nombrosos enfrontaments amb altres usuaris gairebé sempre per desacords en temes de copyright i/o subvencions al cinema espanyol. De cara a les eleccions generals de 2011 va manifestar el seu suport a la candidatura d'Esquerra Unida.
Va formar part de la sèrie Club de Cuervos, una producció llatinoamericana del servei de streaming Netflix.
Des d'abril de 2016 apareix en la sèrie La embajada, que s'emet cada dilluns en horari de màxima audiència a Antena 3, aconseguint en el seu primer capítol reunir a més de quatre milions de teleespectadors.

## Filmografia
Com a actor
- Gardel (2017)
- Delirium Lamled Legna (2017)
- Assassin's Creed (pel·lícula) (2016)
- Gardel (pel·lícula) (2016)
- Oliver's Deal (pel·lícula) (2015)
- Renko (pel·lícula) (2015)
- Paradise Lost (2014)
- González (2014)
- Elvira, et donaria la meva vida però l'estic usant (2014)
- Violet (2013)
- Diamants negres (2013)
- Alacrà enamorat (2013)
- Transgression (2011)
- Entrelobos (2010)
- Gardel (2010)
- Bitter Engrapis (2010)
- Dies de gràcia (2010)
- Malamuerte (2009)
- Celda 211 (2009)
- Killer (2009) (c)
- El nen peix (2009)
- Només vull caminar (2008)
- Che: Guerrilla (2008)
- El senyal (2007)
- La zona (2007)
- Els fantasmes de Goya (2006)
- Alatriste (2006)
- La bicicleta (2006)
- El desenllaç (2005)
- Princesas (2005)
- Cent maneres d'acabar amb l'amor (2004)
- Bestirio (2001)
- Joc de lluna (2001)
- La gran vida (2000)
- Codi natural (1999)
- Volavérunt (1999)
- Torrente: El braç ximple de la llei (1998)
- Perdita Durango (1997)
- Resultat final (1997)
- Més que amor, frenesí (1996)

### Sèries de televisió
| Any         | Sèrie                   | Personatge               | Capítols    | Cadena    |
| ----------- | ----------------------- | ------------------------ | ----------- | --------- |
| 1998        | Germanes                | Karlos                   | 3 Episodis  | La 1      |
| 1999        | El Comissari            | Juanma Cañizares         | 1 Episodi   | Telecinco |
| 2000 — 2001 | Antivicio               | ?                        | 2 Episodis  | Antena 3  |
| 2009 — 2010 | Hi ha algú aquí         | Justo                    | 17 Episodis | Quatre    |
| 2010        | Sexe en Chueca.com      | ?                        | 1 Episodi   | Telecinco |
| 2015        | Explica'm com va passar | El Xinès                 | 1 Episodi   | La 1      |
| 2015 — 2016 | Club de Cuervos         | Eliseo Canales           | 5 Episodis  | Netflix   |
| 2016        | L'ambaixada             | Francisco "Paco" Cadenes | 11 Episodis | Antena 3  |
| 2017        | The son                 | Pedro García             | 10 Episodis | AMC       |
| 2017-?      | La zona                 | Mateo Jiménez "Krusty"   | ? Episodis  | #0        |
| 2017- 2018  | Traïció                 | Julián Casas             | 9 Episodis  | La 1      |

Com a guionista
- Bestiari (2001)

## Premis i nominacions
Premis Goya
| Any  | Categoria                                     | Pel·lícula      | Resultat |
| ---- | --------------------------------------------- | --------------- | -------- |
| 2013 | Millor interpretació masculina de repartiment | Alacrà enamorat | Nominat  |
| 2009 | Millor interpretació masculina de repartiment | Celda 211       | Nominat  |

Premis de la Unió d'Actors
| Any  | Categoria                        | Treball         | Resultat  |
| ---- | -------------------------------- | --------------- | --------- |
| 2013 | Millor actor secundari de cinema | Alacrà enamorat | Nominat   |
| 2009 | Millor actor secundari de cinema | Celda 211       | Guanyador |
| 2007 | Millor actor revelació           | La zona         | Guanyador |

Medalles del Cercle d'Escriptors Cinematogràfics
| Any  | Categoria              | Pel·lícula | Resultat |
| ---- | ---------------------- | ---------- | -------- |
| 2009 | Millor actor secundari | Celda 211  | Candidat |

Premis de l'Associació de Cronistes de l'Espectacle (Nova York)
| Any  | Categoria                       | Pel·lícula | Resultat  |
| ---- | ------------------------------- | ---------- | --------- |
| 2010 | Millor actor secundari - Cinema | Celda 211  | Guanyador |